# Karl Klein (Priester)

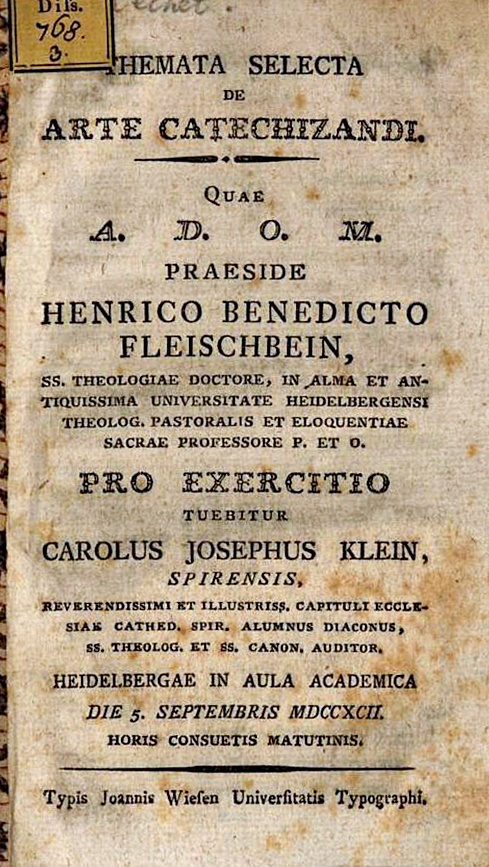
Theologische Diplomarbeit 1792, Universität Heidelberg, bei Professor Heinrich Benedikt Fleischbein

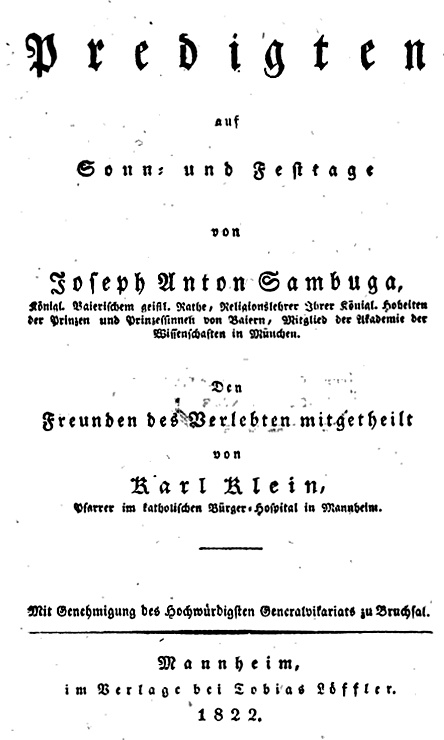
Predigten von Joseph Anton Sambuga, publiziert von Karl Klein, 1822

Karl Klein (* 21. Juni 1769 in Speyer; † 12. März 1824 in Mannheim) war ein katholischer Priester, Seminarregens und Publizist.

## Leben und Wirken
Er war der Sohn von Franz Kaspar Klein, Sakristan am St. Guidostift Speyer, und dessen Frau, einer geb. Braun. Zunächst besuchte er die Schule der Augustiner in Speyer und ging dann zwei Jahre lang zu Nikolaus Braun, seinem Onkel mütterlicherseits, der Musiker am Kurfürstlichen Hof in Mainz war. Hier bildete er sich wissenschaftlich und musikalisch fort. 
Bei der Rückkehr nach Speyer wurde der Stiftsdekan Joseph Anton Siegmund von Beroldingen sein Förderer. Durch ihn kam er ans Gymnasium Mannheim und wurde in das dortige Seminarium Musicum aufgenommen, das der ehemalige Jesuit Alexander Keck († 1804) leitete.
Karl Klein studierte Philosophie und Physik an der Universität Heidelberg, sodann dort und in Würzburg Theologie. Letzteres Studium schloss er 1792 in Heidelberg,  mit einem theologischen Diplom bei Professor Heinrich Benedikt Fleischbein (1747–1793) ab. Er war auch als Speyerer Diözesanalumne in das dortige Klerikalseminar des Bistums Worms eingetreten und wurde 1793 zum Priester geweiht.
Man berief Klein in kurpfälzische Dienste und stellte ihn schon ab 1792 als Professor am katholischen Gymnasium Heidelberg, ab 1797 in Mannheim an. 1807 ging er als Regens des Klerikalseminars nach Heidelberg und fungierte dort gleichzeitig als Schuldekan. Für seine Tätigkeit zeichnete ihn Karl Theodor von Dalberg, letzter Wormser Fürstbischof und Großherzog von Frankfurt, 1810 mit der goldenen Verdienstmedaille aus. 
Seit 1814 amtierte Karl Klein als Pfarrer von Zunsweier, ab 1816 von Kronau. Schließlich wechselte er als Pfarrer an das Bürgerhospital Mannheim und die zugehörige Spitalkirche. Hier wirkte er bis zu seinem Tod im Jahr 1824. Als Todesursache wird eine „Brustentzündung“ (Lungenentzündung) genannt; seine letzte Ruhe fand er auf dem damaligen katholischen Friedhof der Stadt.
Karl Klein war ein bekannter Prediger und seine Homilien erschienen mehrbändig in Buchform. Er sammelte und publizierte die Briefe sowie die Predigten seines früheren Seminarlehrers Joseph Anton Sambuga (1752–1815), des Erziehers des Königs Ludwig I. von Bayern. Die Briefe erschienen in zwei Bänden unter dem Titel „Joseph Anton Sambuga: Auserlesene Briefe zur Belehrung und Erbauung für jedermann, vorzüglich an Geistliche geschrieben“. Für Sambugas vom späteren Regensburger Bischof Johann Michael Sailer 1816 herausgegebene Biographie „Joseph Anton Sambuga, wie er war, parteylosen Kennern nacherzählt“, lieferte er den Großteil des Materials. Dies vermerkte Sailer ausdrücklich in dem Werk. Überdies verfasste bzw. veröffentlichte Karl Klein theologische Broschüren und schrieb viele Artikel in verschiedenen Zeitschriften.   

Im Nachruf der Zeitschrift „Der Katholik“ heißt es über ihn:

„Mannheim: Am 12. März des Jahres starb der ebenso fromme als gelehrte Herr Karl Klein, Pfarrer am katholischen Bürgerhospitale dieser Stadt. Mannheim verliert an ihm einen eifrigen Seelsorger, die theologische Literatur einen tüchtigen Beförderer, die Kirche Gottes einen gründlich tätigen und gottseligen Priester und seine vielen Freunde einen innigst geliebten Bruder“